# واژگان مسیحی
واژگان الهیات مسیحی شامل کلمات و اصطلاحاتی هستند که در کتابها و مقالات مسیحیان درج شده‌اند و گاه نیاز به توضیح یا تفسیر دارند تا خواننده درک روشنی از مطالب مربوطه داشته باشد. در این مقاله تعدادی از این واژگان توضیح داده شده‌اند.

## اَبّا
اَبّاً واژه‌ای است آرامی، با حالتی تأکیدی، به معنی پدر. این کلمه وارد زبان عبری شد و در تلمود بابلی مکرراً به‌کار رفت. در تلمود بابلی از این کلمه برای مخاطب قرار دادن پدر توسط فرزندش و نیز ربی‌ها استفاده شده‌است. این کلمه حالتی گرم و صمیمی را انتقال می‌داد و نیز حاکی از احترام فرزند به پدرش بود؛ اما در محافل یهودی، هیچ‌گاه برای مخاطب قرار دادن خدا به‌کار نمی‌رفت.
در عهد جدید این کلمه سه‌بار به‌کار رفته‌است و در یونانی عیناً حرف نویسی شده‌است؛ در هر سه مورد، حالتی ندایی دارد برای خطاب خدا، و معادل یونانی‌اش نیز در کنارش آمده‌است («اَبّا - پدر» - مرقس ۱۴:۳۶؛ رومیان ۸:۱۵؛ غلاطیان ۴:۶).
به‌نظر می‌رسد که این اصطلاح دو کلمه‌ای در کلیساهای یونانی زبان متداول بوده‌است و احتمالاً در آیین‌های نیایشی به‌کار می‌رفته‌است. (دعای ربانی در شکل آرامی‌اش احتمالاً با "اَبّاً آغاز می‌شده‌است).
این کلمه را قاعدتاً عیسی برای نخستین‌بار برای خدا به‌کار برد و به شاگردانش نیز اجازه داد که چنین کنند. پولس در کاربرد آن نمادی از فرزندخواندگی مسیحیان در مقام پسران خدا و برخورداری از روح‌القدس را می‌بیند.

## صلیب
سنگسار در عهدعتیق نوعی مجازات مرگ بود. گاه برای هشدار جدی به متخلفین اجساد بر درختی باقی می‌ماندند (یوشع ۱۰:۲۶، تثنیه ۲۱:۲۲–۲۳). یهودیان مرگ این اشخاص را به مثابهٔ لعنت خدا بر زندگی‌شان می‌انگاشتند (غلاطیان ۳:۱۳). صلیب عیسی مطابق اشارات عهد جدید یادآور درختی است که در عهدعتیق سمبل لعنت و حقارت بود (اعمال ۵:۳۰، ۱۰:۳۹، اول پطرس ۲:۲۴).
فینیقی‌ها و کارتاژها مجازات اعدام با صلیب را گاه اعمال می‌کردند اما رومیان کاربرد گستردهٔ آن را باب کردند. تنها بردگان و بدترین جنایتکاران به صلیب کشیده می‌شدند. مطابق سنت مسیحی، پطرس رسول به شکل وارونه مصلوب شد.
رومیان به سه شکل دار (صلیب) به پا می‌کردند. یکی T شکل که برخی بر این باورند که سمبل یکی از خدایان بنام تموز ا است. دیگری X شکل که برخی از حواریون مسیح را بر آن مصلوب کردند. اما نوع متداول آن شکلی است که گزارش‌های اناجیل با آن مطابقت دارد (متی ۲۷:۳۷، مرقس ۱۵:۲۶، لوقا ۲۳:۳۸ و یوحنا ۱۹:۱۹–۲۲).

## عدالت یا پارسایی
در ترجمهٔ کتاب‌مقدس فارسی «عدالت»، «نیکی مطلق» و «پارسایی» ترجمه شده‌است، برگردان واژهٔ عبری sedeq “صِدِق در عهدعتیق و واژهٔ یونانی dikaiosynei دیکایوسونِی در عهد جدید است. صفت فاعلی همین کلمه در ترجمه‌ها عادل، نیک مطلق و پارسا ترجمه شده‌است. کلمهٔ «صِدِق» احتمالاً از ریشهٔ عربی به‌معنی «مستقیم بودن» است و در نتیجه، مفهوم انطباق با یک مقیاس یا معیار را القاء می‌کند.
یکی از اجزاء تشکیل‌دهندهٔ معنای «صِدِق»، مفهوم «رابطه» است. «صِدِق» یعنی انطباق با معیاری که بر رابطهٔ بین دو طرف حاکم است، خواه رابطهٔ بین انسان با انسان، خواه رابطهٔ انسان با خدا. پس هرگاه در عهدعتیق کلمهٔ صِدِق (عدالت-پارسایی) در مورد انسان به‌کار رفته و به رابطهٔ او با خدا اشاره دارد، مقصود زندگی مطابق معیاری است که بر رابطه و عهد خدا با قومش حاکم است.
هرگاه همین کلمه در مورد خدا به‌کار رفته، مقصود این است که یهوه خدای کتاب‌مقدس هرگز بوالهوسانه عمل نمی‌کند، بلکه همیشه به عهد خویش با قوم خود وفادار است و مطابق معیاری که خود برای رابطهٔ فوق مقرر کرده‌است عمل می‌کند. یکی از تعهدات خدا در این عهد، حمایت از قوم به‌هنگام ضعف، خطر یا حملهٔ دشمنان بود. از همین رو کلمهٔ «صِدِق» در بسیاری از موارد کاربردش در مورد خدا حاوی مفهوم دخالت و عمل نجات‌بخش او نسبت به قوم نیز هست؛ و این حتی در مورد زمانی که رابطهٔ قوم با خود خدا به سبب گناه و عهدشکنی تیره می‌شود، صادق است. «صَدیق» بودن یهوه بدین معناست که او در جهت اصلاح، شفا و تجدید رابطهٔ قوم با خود اقدام می‌کند.
فرهنگ معین پارسا را چنین معنا کرده‌است: «آنکه از گناهان پرهیزد و به طاعت و عبادت و قناعت عمر گذارد؛ پرهیزکار، پاکدامن، زاهد، متقی، دیندار، متدین، مقدس.»

## فرزندخواندگی در عهد عتیق
در عهد عتیق به ندرت به فرزندخواندگی اشاره شده‌است. زبان عبری برای این عمل از هیچ اصطلاح فنی برخوردار نیست، و این عمل در احکام شرعی عهد عتیق به چشم نمی‌خورد. دلیل این امر شاید وجود چندین راه حل دیگر برای مسئله نازایی در ازدواج در میان اسرائیلیان باشد.
چند همسری و ازدواج با برادر شوهر نیاز به فرزندخواندگی را کاهش می‌داد و اصل حفظ ملک در داخل قبیله (لاوی ۲۵:۲۳؛ اعداد ۲۷:۸–۱۱؛ ارمیا ۳۲:۶) از پاره‌ای از ترسهای والدین بی‌اولاد می‌کاست.
موضوع فرزندخواندگی در عهد عتیق به‌واسطه متون یافته شده در بین‌النهرین و سوریه به‌گونه‌ای چشمگیر روشن شده‌است. فرزندخواندگی در خاور نزدیک باستان عملی قانونی بود که شخص به‌وسیله آن داخل روابط خانوادگی جدیدی می‌شد، با امتیازات و مسئولیت‌های کامل و برابر با کسی که به‌واسطه تولد از چنین رابطه‌ای برخوردار بود. اگر این تعریف را به عهد عتیق اطلاق دهیم، موارد اندکی از فرزندخواندگی را تشخیص خواهیم داد که اکثریت آنها در پیدا ۱۲–۵۰ یافت می‌شود.
طبق رسوم قانونی متون میخی، برای آنکه ایلعازر وارث ابراهیم شود، (پیدا ۱۵:۳) و نیز برای اینکه پسران هاجر و بلهه و زلفه سهمی از ارث ابراهیم و یعقوب ببرند (پیدا ۱۶:۱–۴؛ ۳۰:۱–۱۳؛ ۲۱:۱–۱۰)، لازم بود رسم فرزندخواندگی انجام پذیرد. نامه‌ای از لارسا موجود است از بابل باستان که بیان می‌دارد که یک مرد بدون پسر می‌تواند غلام خود را به فرزندی بپذیرد.
پذیرش پسران متعه‌ها به فرزندی از گفته‌های ساره و راحیل تأیید می‌شود که گفتند «از او بنا شوم» (پیدا ۱۶:۲؛۳۰:۳) و نیز گفته راحیل که گفت «خدا… پسری به من عطا فرموده‌است» (پیدا ۳۰:۶). گرچه هیچ شاهدی در مورد پذیرش یعقوب به فرزندی لابان موجود نیست (پیدا ۳۱:۳، ۳۰، ۱۸؛ ۳۲:۳)، یعقوب خودش احتمالاً افرایم و منسی را به فرزندی پذیرفت. در جاهای دیگر عهد عتیق، موسی (خروج ۲:۱۰) و استر (استر ۷:۲، ۱۵) به احتمال بسیار قوی به فرزندی پذیرفته شده بودند اما احتمالاً مطابق قوانین غیر اسرائیلی.
ظاهراً در مز ۲:۷ فرمول فرزندخواندگی به کار رفته‌است («تو پسر من هستی» پیدا ۴۸:۵، «دو پسرت… از آن من هستند»). در عهد عتیق اشاره‌ای به آداب و رسوم فرزندخواندگی نشده، گرچه رسم «ولادت یافتن بر زانوهای کسی» (پیدا ۳۰:۳؛ ۵۰:۲۳؛ ایوب ۳:۱۲) با تولد کودک و پذیرش او از سوی رئیس خانواده مرتبط است.
فرزندخواندگی جنبه‌ای الهیاتی نیز داشته‌است. ملت اسرائیل پسر خدا تلقی می‌شد (اش ۱:۲؛ ار ۳:۱۹؛ هو ۱۱:۱)، خاصه نخست‌زاده خدا (خرو ۴:۲۲؛ ار ۳۱:۹)، و پادشاه از تبار داود نیز از امتیازی مشابه برخوردار بود، گرچه بر بشریت او و مسئولیتش به همان اندازه تأکید شده بود (۲ سمو ۷:۱۴؛ ۱توار ۲۸:۶؛ مز ۸۹:۱۹). همین گزینش الهی بود که در پس این گفته پولس قرار دارد که فرمود پسرخواندگی از آن قوم اسرائیل است (روم ۹:۴).
نقل از مجله کلمه شماره ۳۳ مورخ ۰۳/۰۱/۲۰۰۳

## فرزندخواندگی در عهد جدید
در عهد جدید فرزندخواندگی در رسوم یهودی ریشه دارد که امتیازات خانوادگی را به فرزندخوانده انتقال می‌داد. این موضوع فقط در نوشته‌های پولس دیده می‌شود و رابطه‌ای است که به‌واسطهٔ فعل خدا بر اساس فیض رایگان اعطا می‌شود و آنانی را که زیر شریعت قرار دارند فدیه می‌دهد (غلاطیان ۴:۵).
هدف و نتیجهٔ آن تغییر جایگاه و موقعیت فرد است از بندگی به پسرخواندگی (غلاطیان ۴:۱)؛ این امر را خدا از ازل طرح ریخته بود و عیسی مسیح آن را به اجرا درآورد (افسسیان ۱:۵). فریاد «ابا! پدر!» (رومیان ۸:۱۵ و غلاطیان ۴:۶؛ در چارچوب فرزندخواندگی) شاید فریاد سنتی هر غلامی بود که به فرزندی پذیرفته می‌شد.
پسرخوانده خدا از تمام حقوق خانواده برخوردار است، از جمله حق حضور در مقابل پدر (رومیان ۸:۱۵) و سهیم شدن به‌همراه مسیح در میراث الهی (رومیان ۸:۱۷). حضور روح خدا هم وسیله تحقق این پسرخواندگی است (رومیان ۸:۱۴) و هم نتیجه آن (غلاطیان ۴:۶). این فرزندخواندگی هرقدر هم از نظر جایگاه و موقعیت فرد کامل باشد، هنوز باید به‌هنگام رهایی خود خلقت از قید بندگی به‌گونه‌ای نهایی واقعیت بیابد (رومیان ۸:۲۱).
فرزندخواندگی به‌عنوان رابطه‌ای مبتنی بر فیض، به‌گونه‌ای تلویحی در نوشته‌های یوحنا در خصوص «فرزند شدن» (یوحنا ۱:۱۲؛ یوحنا ۳:۱–۲)، و در اعطای مجدد حقوق کامل خانوادگی به پسر گمشده (لوقا ۱۵:۱۹) و در کاربرد مکرر عنوان پدر برای خدا از سوی عیسی (متی ۵:۱۶؛ ۶:۹؛ لوقا ۱۲:۳۲) مشاهده می‌شود.

## لوگوس
لوگوس کلمه ایست عبری به معنای کلمه، همچنین معنای عقل نیز می‌دهد.

## یوبیل
واژه یوبیل ظاهراً در اصل از ریشهٔ عبریِ «یوبِل» به‌معنی قوچ مشتق شده‌است، زیرا از شاخ قوچ در سال یوبیل به‌عنوان شیپور برای فراخوانی قوم اسرائیل استفاده می‌شد. سال یوبیل پس از هفت دورهٔ هفت ساله (سال‌های شبات)، در سال پنجاهم اعلام می‌شد. این سال به‌طور جامع در کتاب لاویان باب ۲۵ توضیح داده شده‌است.
فلسفه اعلان سال یوبیل بر دو رُکنِ اقتصادی و الهیاتی استوار است. دلیلِ اقتصادی آن، حفظ نهاد خانواده و زمین بود. پس از آنکه قوم اسرائیل سرزمین کنعان را تصرف کردند، این سرزمین بر اساس تعداد طایفه‌های این قوم بین‌شان تقسیم شد. زمین اساسی‌ترین سرمایه‌ای بود که می‌توانست به هر طایفه یا خاندان تعلق داشته باشد. اگر اهالیِ طایفه‌ای دچار قحطی می‌شدند، می‌بایست از طریق همین سرمایه، یعنی از طریق زمینی که در اختیار داشتند به یکدیگر کمک می‌کردند. افراد یک طایفه در صورت نیاز حتماً می‌بایست قطعه زمینِ خود را به فردی از همان طایفه که خویشاوندشان بود می‌فروختند، با این آگاهی که - بر اساس قانون یوبیل- در نهایت خواهند توانست پس از گذشت ۵۰ سال، خودشان یا فرزندان‌شان دوباره آن زمین را از خریدار پس بگیرند (لاویان ۲۵:۲۳). بدین ترتیب قانون یوبیل باعث حفظ وحدت و یکپارچگی در بین قوم می‌شد. در این سالِ پرفیض، قرض‌ها بخشوده می‌شد، بردگان آزاد می‌گشتند، و زمین به مالکان اصلی آن بازگردانده می‌شد.